# Knights of the Abyss
Knights of the Abyss (abreviado KOTA) es una banda de deathcore originaria de Glendale, Arizona. 

## Biografía
Knights of the Abyss fue formada en el 2005 después de que el baterista, Andy Rysdam, se haya separado de su antigua banda, Job for a Cowboy. Ellos grabaron muchos demos y un álbum, que fue lanzado por Siege of Amida Records. Mientras grababan su próximo álbum Juggernaut, su vocalista, Manheimer, dejó la banda por problemas de salud. Un amigo de la banda, Dustin Hadlock, que había ayudado con su voz en las demos, ayudó a terminar las canciones faltantes del disco y a viajar junto con el grupo en el tour de enero de 2008, Mientras Manheimer Aún no volvía a la banda. Una nueva canción, llamada "A New Darkened Faith", de su nuevo álbumShades, saldría en junio de 2008, pero fue puesta en My Space antes, en abril. Todas las letras del nuevo disco son hechas por Dustin Curtis de la banda A Breath Before Surfacing de Tucson, Arizona. La banda anunció que firmaría contrato con Ferret Records, Cuando lanzaran su nuevo disco. La banda ha hecho giras en Estados Unidos, y en Inglaterra, Tocando con bandas como Elysia y Arsonists Get All the Girls.

## Miembros
- Mike Manheimer - vocalista
- Nickoli Florence[3][4] - guitarra
- Cody Brechtel - guitarra
- Aaron Stone - bajo
- Pete - Teclado
- Andy Rysdam - Batería

### Miembros pasados
- Phil Noreiga - vocalista
- Dustin Hadlock - vocalista
- J.M. Campbell - bajo
- John Seabury - bajo

## Discografía

### EP y demos
- Decapitation of the Dark Ages EP (2005)
- 4 Song Demo (2006)
- Demo '06 (2006)

### Álbumes
- Juggernaut (2007)
- Shades (2008)